# Plov og pløjning
|  | Denne artikel er oprettet af botten Steenthbot ud fra en ekstern database. Den kan derfor have sproglige fejl eller mangler. Denne skabelon kan fjernes efter kontrol af indholdet. |

Plov og pløjning er en dansk dokumentarfilm fra 1951 instrueret af Carl Otto Petersen.

## Handling
Filmen viser dels plovens udvikling gennem tiderne og dels de nyere plovtyper og forskellige pløjedemonstrationer, blandt andet pløjning med den store hedeplov.